# アカシアの夢 (テレサ・テンのアルバム)
『アカシアの夢』（アカシアのゆめ）は、テレサ・テンの日本での3枚目のオリジナル・アルバム（サード・アルバム）である。1975年11月21日にポリドール・レコードからLP盤（レコード品番：MR 2276）形式でリリースされた。全12曲収録。
ディスクジャケット帯のキャッチコピーは「テレサ・テン〈鄧麗君〉演歌の決定盤!!」。

## 概要
シングル曲「アカシアの夢」、「夜のフェリーボート」の全ての楽曲と本作のために書き下ろされた完全オリジナル曲を収録。
佐々木幸男がプロデューサー、武藤義がジャケット撮影を務めている。全曲の演奏はケニー・ウッド・オーケストラが担当。
2006年4月12日にユニバーサルミュージックよりCD化（規格品番：UPCY-6128）された。

## 収録曲
| #         | タイトル               | 作詞      | 作曲       | 編曲       | 時間  |
| --------- | ---------------------- | --------- | ---------- | ---------- | ----- |
| A1.       | 「アカシアの夢」       | 山上路夫  | 井上忠夫   | 森岡賢一郎 | 4:20  |
| A2.       | 「夜のフェリーボート」 | 山上路夫  | 井上忠夫   | 森岡賢一郎 | 3:17  |
| A3.       | 「赤坂たそがれ」       | 山上路夫  | 井上忠夫   | 小谷充     | 3:55  |
| A4.       | 「予期せぬ出来事」     | 林春生    | 猪俣公章   | 小谷充     | 3:05  |
| A5.       | 「抱擁」               | 山上路夫  | 森岡賢一郎 | 森岡賢一郎 | 3:25  |
| A6.       | 「再会」               | 林春生    | 井上忠夫   | 森岡賢一郎 | 3:16  |
| B1.       | 「満ち潮」             | 山上路夫  | 猪俣公章   | 小谷充     | 3:38  |
| B2.       | 「港町」               | 林春生    | 猪俣公章   | 森岡賢一郎 | 3:35  |
| B3.       | 「白夜」               | 林春生    | 井上忠夫   | 小谷充     | 3:15  |
| B4.       | 「愛の花言葉」         | 林春生    | 森岡賢一郎 | 小谷充     | 4:14  |
| B5.       | 「晩秋」               | 山上路夫  | 森岡賢一郎 | 小谷充     | 3:26  |
| B6.       | 「おやすみなさい」     | 林春生    | 猪俣公章   | 森岡賢一郎 | 3:41  |
| 合計時間: | 合計時間:              | 合計時間: | 合計時間:  | 合計時間:  | 43:07 |